# Tarczownica skalna

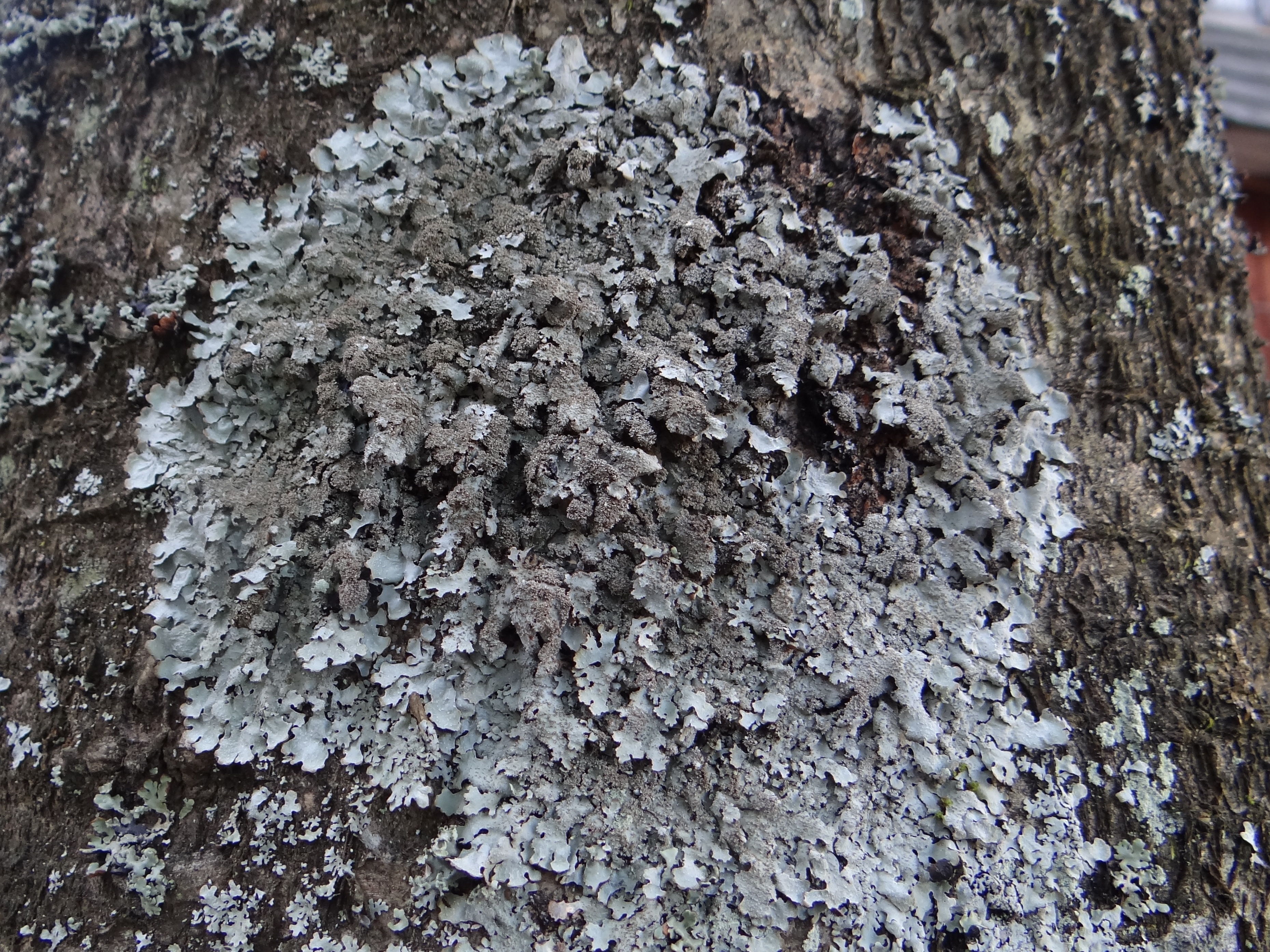

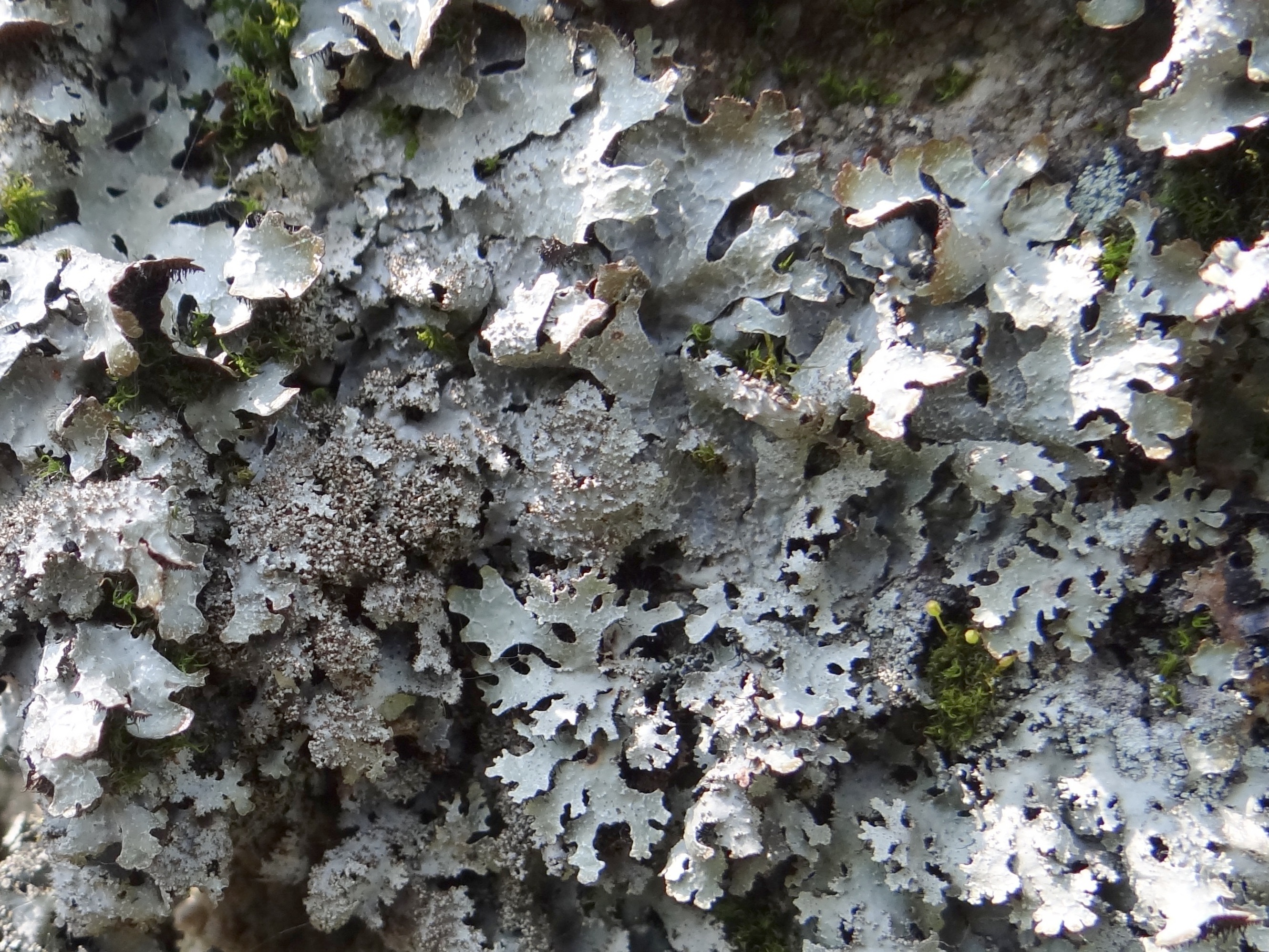
Plecha z izydiami i pseudocyfellami

Tarczownica skalna (Parmelia saxatilis (L.) Ach.) – gatunek grzybów należący do rodziny tarczownicowatych (Parmeliaceae). Ze względu na współżycie z glonami zaliczany jest do porostów.

## Systematyka i nazewnictwo
Pozycja w klasyfikacji według Index Fungorum: Parmelia, Parmeliaceae, Lecanorales, Lecanoromycetidae, Lecanoromycetes, Pezizomycotina, Ascomycota, Fungi.
Po raz pierwszy takson ten zdiagnozował w roku 1753 Karol Linneusz nadając mu nazwę Lichen saxatilis. Obecną, uznaną przez Index Fungorum nazwę nadał mu w roku 1803 Erik Acharius, przenosząc go do rodzaju Parmelia.
Niektóre synonimy naukowe:

- Geissodea saxatilis (L.) J. St.-Hil. 1805
- Imbricaria saxatilis (L.) Körb. 1846
- Lichen saxatilis L. 1753
- Parmotrema saxatile (L.) M. Choisy1952
- Platysma saxatile (L.) Frege 1812

Nazwa polska według Krytycznej listy porostów i grzybów naporostowych Polski.

## Morfologia
Listkowata, rozetkowata lub nieregularna plecha osiąga średnicę do 20 cm i znajdują się w niej glony protokokkoidalne. Do podłoża przylega ściśle. Jest głęboko wcinana. Rozgałęzione i wcinane odcinki plechy mają szerokość 2–10 mm i długość 5–50 mm, zakończenia plechy są wrębne lub wcinane. Brzegi odcinków stykają się z sobą lub dachówkowato zachodzą na siebie. Powierzchnia górna barwy popielatej lub szaroniebieskawej, na obwodzie często ma nieco brunatny odcień. Zazwyczaj jest  dołeczkowano-siateczkowata, rzadziej gładka i znajdują się na niej pseudocyfelle. Na górnej powierzchni zwykle licznie występują pojedyncze lub rozgałęzione izydia. Mają cylindryczny lub brodawkowaty kształt, ciemne szczyty i występują w rozproszeniu lub w skupiskach. Dolna powierzchnia plechy z licznymi chwytnikami. W części środkowej jest czarna, matowa, natomiast obrzeża są jaśniejsze (brunatne) i lśniące. Reakcje barwne: górna kora K + żółty, C -, KC -, P + żółty; rdzeń K + żółty, C -, KC -, P + pomarańczowe.
Lekanorowe apotecja mają średnicę do 10 mm i czerwonobrunatne tarczki, występują jednak bardzo rzadko. Na ich brunatnym i grubym brzegu często występują izydia. W jednym worku powstaje po 8 bezbarwnych, elipsoidalnych zarodników o rozmiarach 14–18 × 8–12 μm. Pyknidia nie występują.

## Występowanie i siedlisko
Gatunek kosmopolityczny, poza Australią występujący na wszystkich kontynentach łącznie z Antarktydą. Występuje także na wielu wyspach, m.in. na Grenlandii, Spitsbergenie, Hawajach, Nowej Zelandii. W Polsce występuje na obszarze całego kraju na skałach krzemianowych oraz na korze drzew liściastych i iglastych, rzadziej na drewnie.
W Polsce był gatunkiem ściśle chronionym, od 9 października 2014 r. został wykreślony z listy gatunków porostów chronionych.

## Gatunki podobne
Najbardziej podobna jest tarczownica bruzdkowana (Parmelia sulcata), która jednak na skałach występuje bardzo rzadko. Nieco odobna jest występująca na skałach żełuczka izydiowa (Xanthoparmelia conspersa), ta jednak ma odcinki plechy bardziej zaokrąglone, bez pseudocyfelli i zazwyczaj tworzy owocniki.